# Ucampus
Ucampus es una plataforma de Sistema de Gestión de aprendizaje (LMS) y Sistema de Información Estudiantil (SIS) creada en 1998 con el objetivo de desarrollar sistemas de gestión de información de calidad que apoyen a la docencia y a la gestión curricular para las instituciones de educación. 
La plataforma fue creada desde el Centro Tecnológico Ucampus, perteneciente a la Facultad de Ciencias Físicas y Matemáticas de la Universidad de Chile, con base en Chile. 
Hoy la plataforma se utiliza en varias universidades estatales, instituciones y organizaciones a lo largo del país.

## Historia
Ucampus nace en 1998 como una plataforma para la Facultad de Ciencias Físicas y Matemáticas de la Universidad de Chile y con el paso del tiempo varias facultades de la misma universidad fueron incorporando esta plataforma de manera oficial. Pero, no fue hasta 2016 que el centro comienza a expandirse a distintas universidades estatales del país. En 2017 la plataforma crece y en marzo de ese año se funda oficialmente el Centro de Tecnologías de la Información Ucampus.
Para 2021 la plataforma se encuentra presente en la Universidad de Chile, Universidad de Aysén, Universidad Metropolitana de Ciencias de la Educación, Universidad Abierta de Recoleta, Universidad de O'Higgins, Instituto Nacional del Fútbol y en la Escuela de Gendarmería de Chile.
En 2021 Ucampus concretó alianza con Microsoft.

## Funcionalidades
Dentro de los usos de la plataforma se pueden encontrar:
- Herramientas de aprendizaje móvil
- Experiencia de aprendizaje
- Crear cursos
- Software de gestión de la formación
- Sistema de Gestión de aprendizaje (LMS)
- Sistema de Información Estudiantil (SIS)
- Software de escuelas y administración de colegios
- Gestión de admisiones

## Módulos
La plataforma Ucampus concentra más de 50 módulos orientados a la gestión de la educación, entre los que destacan historial del estudiante, inscripción académica, catálogo de cursos, certificados en línea e insumos para procesos de acreditación.

### Módulos de gestión curricular
- Acreditación: Entrega de forma consolidada y en línea los indicadores para el proceso de acreditación de las instituciones de educación superior. Permite controlar los indicadores relevantes para medir el impacto de los planes de desarrollo institucional.
- Boletín del estudiante: Consolida en un solo lugar toda la información relevante de un estudiante, mostrando una caracterización completa de la trayectoria académica y cumplimiento curricular, todo de forma gráfica junto a potentes indicadores de desempeño.
- Certificados: Emisión de certificados 100% en línea sin la necesidad de intervención del personal universitario, liberando recursos de la institución. Cuenta con un sistema de código QR que permite su validación por parte de terceros.
- Solicitudes: Ventanilla digital para que los estudiantes realicen solicitudes académicas en línea, como suspensión de semestres, cambios de carrera, renuncias, justificación de ausencias, etc.
- Catálogo de cursos: Facilita la administración de la oferta académica de cada período, además, dejándola disponible, ya sea tanto para la comunidad universitaria como para otras instituciones con las que se tengan convenios de movilidad estudiantil.
- Inscripción académica: Permite la inscripción de asignaturas de forma masiva, respetando los criterios y condiciones propias de cada unidad dentro de la institución, además de disponer de herramientas de monitoreo y simulación en línea de cada proceso.
- Programas de curso: Acceso centralizado a los contenidos y estructura de las asignaturas, permitiendo agrupar la información por carrera, competencias, estudiantes individuales o asignaturas cursadas.

### Módulos de apoyo a la docencia
- Integrantes y caracterización: Pone a disposición de docentes y estudiantes la lista completa del curso desde el primer día de clases. También, el equipo docente cuenta con una caracterización de los estudiantes que componen el curso, permitiéndole abordar de forma efectiva sus materias.
- Materiales: Cada docente puede administrar los recursos y documentos que desea dejar disponible a sus estudiantes.
- Foros de curso: Espacio para la discusión de temas de interés, permite compartir opiniones o resolver dudas sobre las temáticas del curso.
- Mensajería: Herramienta que permite a los integrantes del curso interactuar en forma privada y directa.
- Notas parciales: Completo registro de las calificaciones obtenidas por los estudiantes a lo largo del curso. Permite definir la escala que más se adecúe a la evaluación y metodología del curso, y pone a disposición una serie de estadísticas generales de desempeño, siempre respetando la privacidad del resto de los integrantes.
- Asistencias: Facilita a los docentes llevar el registro de la asistencia de sus estudiantes. Cuenta con la opción de captura mediante la utilización de códigos QR.
- Apuntes: Permite a los estudiantes de un curso compartir contenidos entre ellos.
- Calendario: Facilita la comunicación y registro de los eventos relevantes del curso, sincronizables con sistemas de calendarios externos, como Outlook o Google Calendar.
- Votaciones: Permite realizar votaciones en línea, lo cual puede utilizarse como herramienta de coordinación o como apoyo a la docencia haciendo sondeos durante la misma clase.
- Actas finales: Posibilita el envío y registro en forma segura y controlada del estado final de los estudiantes de cada curso.

### Módulos para la institución
- Encuestas docentes: Herramienta para realizar encuestas masivas dentro de los cursos en distintos momentos del período académico, ya sean preguntas generales o específicas sobre los equipos docentes, contenidos, metodología, etc. Entrega resultados inmediatos, permitiendo realizar gestión oportuna para mejorar la experiencia de los estudiantes.
- Avisos y noticias: Permite comunicar en forma efectiva y masiva a toda la comunidad estudiantil, lo que es notificado a través de la aplicación móvil.
- Foro institucional: Estudiantes, académicos y funcionarios convergen en un espacio común para debatir aquellos temas relevantes para la comunidad.
- Afiches: Espacio para difundir actividades de manera gráfica, ideal para dar visibilidad a eventos, seminarios y actividades de extensión para la comunidad.
- Formularios: Permite la creación y aplicación de cuestionarios a toda la comunidad (o subconjuntos de esta).
- Currículum académico: Pone a disposición de los académicos una herramienta para llevar el registro de su actividad de investigación, extensión y docencia.
- Comunidades: Otorga herramientas para la coordinación y comunicación efectiva de grupos con intereses comunes.
- Gestión de actas finales: Permite definir en forma centralizada la estructura de las evaluaciones de la institución. Muestra además el estado de los envíos al terminar el período académico para su posterior gestión y seguimiento.
- Gestión de asistencias: Permite hacer seguimiento de la asistencia general de los cursos, además de dejar a disposición alertas tempranas de aquellos estudiantes cuyo comportamiento cambia abruptamente.
- Gestión de notas parciales: Estadísticas comparativas de los resultados de las evaluaciones parciales de los cursos, permitiendo monitorear los resultados de distintas secciones de un mismo curso o de cursos de un mismo nivel a lo largo del período académico.

## Pandemia por Covid-19
Con la llegada de la pandemia por Covid-19 en Chile, las instituciones de educación superior se enfrentaron a una virtualización forzada para que los estudiantes continuasen con sus estudios. Esta migración rápida llevó a que varias plataformas incorporaran nuevas medidas para apoyar a las instituciones. En el caso de Ucampus, una de las medidas fue la creación de espacios virtuales para la comunidad docente donde podían compartir experiencias y material pedagógico. Además, se originaron nuevas funcionalidades desde la pandemia de 2020, entre ellas, las estadísticas de carga académica, resúmenes de participación y la implementación de un módulo de clases virtuales, integrando la plataforma para la utilización de Zoom, Meet o Jitsi.